# Олексіївка (Синельниківський район)
Олексі́ївка — село в Україні, у Синельниківському районі Дніпропетровської області. Входить до складу Покровської селищної громади. Населення становить 206 осіб.

## Географія
Село Олексіївка знаходиться за 2 км від лівого берега річки Вовча, на відстані 2 км від села Вовче. По селу протікає пересихаючий струмок з загатою.

## Історія
Засноване на початку ХІХ століття. За деякими даними, власником села був Олексій Синьогуб, від імені якого походить назва села.
За даними Х держревізії в 1859 році село мало 49 дворів та 195 жителів. Напередодні Першої світової війни в Олексіївці — 6 дворів, 516 жителів.
До 2016 року орган місцевого самоврядування — Олександрівська сільська рада.
12 червня 2020 року, відповідно до розпорядження Кабінету Міністрів України № 709-р від «Про визначення адміністративних центрів та затвердження територій територіальних громад Дніпропетровської області», увійшло до складу Покровської селищної громади.
19 липня 2020 року, в результаті адміністративно-територіальної реформи і ліквідації Покровського району, село увійшло до складу новоутвореного Синельниківського району.